# VR Troopers
『VR Troopers』（Virtual Reality Troopers、邦題：バーチャル戦士トゥルーパーズ）は、アメリカ合衆国のテレビドラマ。「パワーレンジャーシリーズ」の派生作品であり、第1シーズンは「メタルヒーローシリーズ」の『時空戦士スピルバン』、『超人機メタルダー』の映像を使用して作られた。第2シーズンからは『宇宙刑事シャイダー』の映像も使用された。
シンジケーション番組として、1994年9月3日から1996年1月21日まで放送された。日本では1995年5月1日から5月5日まで、第1話から第5話までがWOWOWで放送された。

## 概要
パワーレンジャーシリーズのスピンオフ作品として、同様の手法で製作されたサバン・エンターテイメント・東映の2作目の合作作品である。バーチャルリアリティを題材としている。
当初は『超人機メタルダー』のみをベースにすることが予定されていたが、玩具会社がチームヒーローを要望したため、『時空戦士スピルバン』の映像も組み込まれることとなった。
本来は特に繋がりの無い2作品を1つの作品として合わせたものであるため、映像の流用の都合上、ライアンと他の2人がそろって戦うシーンがほとんどない。原作の制作から10年以上も経過していることもあり、モンスターのスーツや小道具が残っておらず、新規に撮影される戦闘シーンは戦闘員との戦いが中心となった。現地スタッフによってVRトルーパー3体のスーツが新調され、新規に撮影されたシーンも存在する。アメリカオリジナル要素として、主人公3人には「VRダブルバトルモード」と呼ばれる軽装形態が存在する。マスクには、3人とも『マイティ・モーフィン・パワーレンジャー』のマスクを改造したものが用いられている。スーツもパワーレンジャーのコスチュームを塗り替えたものであるが、クオリティがあまり高くなく、繋ぎの部分のみで少しだけ使用された程度であったという。
VRダブルバトルモードの3人が、電脳空間バトルグリッドで戦うシーンも盛り込まれている。このシーンは本編スタッフではなく、坂本浩一以下アルファスタントのメンバーが担当しており、この映像を『マイティ・モーフィン・パワーレンジャー』のプロデューサーのジョナサン・ヅァクワーが視聴したことが、坂本がパワーレンジャーシリーズに参加するきっかけとなっている。
シンジケーション番組であるゆえに『パワーレンジャー』より規制が軽く、激しいアクション描写が行えたという。
玩具展開はケナーが行っており、『エイリアン』シリーズの流用玩具や、アーマーを装着して人間からヒーローに変身するバーチャル・アーマーなどが発売された。
玩具の売り上げが低下したことなどから、シーズン2で打ち切りとなった。プロデューサーのロバート・ヒューズによれば、打ち切られずに済んだ場合は他のメタルヒーローシリーズの映像を使って番組を継続させる予定だったという。

## ストーリー
シーズン1
クロスワールドシティに住む、ライアン・スティール、J. B・リース、ケイリン・スターは、10年間行方不明になっているライアンの父タイラーの友人、ハート教授の研究所に呼び出される。研究所を訪れた3人は、タイラーの「ヴァーチャルリアリティ世界の帝王グリムロードから、現実世界を守ってくれ」というメッセージを受け取る。3人は変身アイテム・パーチャライザーを受け取り、現実世界を守るため、グリムロードのミュータントロボット軍団と戦う。
シーズン2
ライアンはパワーを失うのと引き換えに、タイラーを救出する。しかし、グリムロードはタイラーから得たヴァーチャルリアリティパワーを元に、新しい軍団を生み出す。より強くなったグリムロードに対抗するため、タイラーは新しいアーマーをライアンに託した。そして、トゥルーパーズ3人の戦いは新たな展開を見せる。

## 登場人物
原作となった作品群やパワーレンジャーシリーズとは異なり、変身後の名称が設定されていない。
ライアン・スティール（メタルダー→シャイダー）
この作品の主人公。VRトルーパーのリーダー。18歳のマーシャルアーツ・インストラクター。行方不明になっている父、タイラーを探していたが、父がグリムロードに捕らえられていることを知り、父を助け出すために戦うことを決める。
第2シーズン序盤で力を失うが、タイラーにより新たな力を授かる。
J. B・リース（スピルバン）
18歳。ラテン系アメリカ人の若者。ライアンとは3歳の時からの親友。コンピュータの専門家。武術の心得もある。金を溜めて大学に進学し、コンピュータ工学を学ぶことを夢見ている。
ケイリン・スター（ダイアナレディ、ヘレンレディ）
アンダーグラウンド・ボイス社の新聞記者（フォトシャーナリスト）。武術の達人。カール・ジクターの不正を追っていたがグリムロードの存在を知り、戦うことを決める。グリムロードにより悪の分身を作れられたことがきっかけで変身後に分身する能力を得る。
ホレイショ・ハート教授
ライアンの父、タイラーの友人であるアフリカ系アメリカ人。過去にグリムロードの手にかかり重傷を負い、コンピュータと一体化した。ライアンたち3人にパワーを与える。
ジェブ（スプリンガー）
ライアンのペットのレッドボーン・クーンハウンド犬。バーチャルパワーの影響で言葉を話すことができるようになった。捕らえられてミュータントに改造されたり、ライアンと入れ替わってしまったことがある。
タイラー・スティール
ライアンの父親。バーチャルリアリティ世界と現実世界を行き来する装置を発明した。グリムロードの野望を阻止する為、バーチャルリアリティ世界に飛び込んだが、グリムロードによって捕らえられ、利用されていた。

### 一般人
タオ・チョン
タイラーの友人。ライアンたち3人が通っている道場の師範。通称はセンセイ。ライアンたちが変身できることは知らない。
ウッディ・ストッカー
ケイリンの上司。本作品のコメディリリーフ。
パーシバル・ルーニー三世
ケイリンの同僚。通称はパーシー。ウッディと共にコミカルな行動を取ることが多い。
アブナー・ルーニー市長
クロスワールドシティの市長でありパーシーのおじ。市長ではあるが、カール・ジクターの言いなりになっており、実権は持っていない。
ルーニー夫人
パーシーのおばでありアブナー市長の妻。
ユリシーズ・T・ポインデクスター博士
科学者。偶然にもVRトゥルーパーに使われる技術と同じ技術を開発したことにより、知らず知らずのうちにライアンたちに協力することになる。

### 敵
グリムロード/カール・ジクター（帝王ゴッドネロス/桐原剛造）
バーチャルリアリティ世界の支配者。表向きの姿はジクター産業の社長である実業家。現実世界への移動法を見つけると人間カール・ジクターに姿を変え、ビジネスを成功させることで金の力で現実世界でも権力を得ているが、それだけでは飽き足らず、自身のミュータントロボット軍団により現実世界を支配下に置こうと企んでいる。
捕らえたタイラーの頭脳からデータを抽出し、それを取り込むことで姿を変える。ジュリエットという名前のイグアナを飼っている。
- 玩具 - アクションフィギュアが開発されていたが、試作品のみとなっている。

ジェネラル・アイヴァー（デスゼロウ将軍）
グリムロードの側近。自ら戦場に赴くことも多く、専用の戦車を持っている。また、剣と左手の小型ミサイル砲が武器。その他にも自らをミサイルに変形させて突進する技を持つ。本拠地を離れて別行動を取っており、常に通信の映像を通じてグリムロードと会話している。シーズン2にも引き続き登場。
- 玩具 - アクションフィギュアがヨーロッパ限定で発売された。

アイスボット大佐（ドクター・バイオ）
グリムロードの側近。兵器などを開発する科学者。アイヴァーと同じく本拠地を離れて別行動を取っており、常に通信の映像を通じてグリムロードと会話している。自らを強化してトゥルーパーズと対決したことがある。シーズン2にも引き続き登場。
小説版での名称はアイスボーグ大佐。
アイスボット大佐・バイオタイプ（バイオロイド・バイオ）
アイスボット大佐が自身を強化した姿。腹部の目から分身を放ち、胸部の触手で相手を絡め捕る他、体をゲル状に変化させる能力と巨大な花に変化して花粉を浴びせる攻撃や手からの光弾を武器とする。
デシメイター（クールギン）
軍団の幹部。実力の高い剣士。ライアンと幾度にわたって激突する。
- 玩具 - アクションフィギアが発売された、

トキソイド（ゲルドリング）
ミュータント軍団の指揮官。戦場に直接姿を現すことも多い。目からの光線と手からの粘着弾、火炎や溶解液、透明化能力が武器。
ゼルトン（バルスキー）
軍団の幹部であるロボット戦士。指のバルカン砲が武器。しばしば、フィストと呼ばれる。
ブルー・ボアー（ドランガー）
量産型ロボット軍団の指揮官。盾と全身に仕込んだビーム砲と剣が武器。キャノン・フェイスとも呼ばれる。
ダーク・ハート（トップガンダー）
ライアンの父親であるタイラーが洗脳された姿。ライフルと左腕での強烈なパンチが武器。
エイミー / レッド・パイソン（ヘルバイラ）
動物保護施設で働く女性。グリムロードに洗脳され、悪のVRトゥルーパーに変えられてしまう。
マジシャン（ガラドー）
軍団の一員で、忍者風の戦士。剣や槍が武器で、ミュータント・スカグスを率いる。
レネゲート（クロスランダー）
軍団の一員で、自信過剰なガンマン。ミノタウルボットとクローム・ドームとはよく行動を共にする。中盤でライアンに敗れ、グリムロードから新しい光線銃を貰い、頭部から隠し銃が出るように強化改造された。
ミノタウルボット（デデモス）
軍団の一員で、右手に持った銃と左手の爪が武器。
クローム・ドーム（ゴブリット）
軍団の一員で、ライフルが武器。ミノタウルボットの相棒でもある。
スラッシュボット（チューボ）
軍団の一員で、剣と両端に刃の付いた杖が武器。
スライス・ソードボット（タグスキー）
ダイス・ソードボットの兄である軍団の一員で、剣が武器。
ダイス・ソードボット（タグスロン）
スライス・ソードボットの弟である軍団の一員で、薙刀が武器。
ホールボット（ウォッガー）
軍団の一員で、武器である槍を回転させて起こす砂嵐と槍からの電流を使って攻撃する。一度ライアンに敗北した後、グリムロードによって強化改造され、体色も緑に変化した。
フィストボット（ジャムネ）
軍団の一員で、ロケットパンチ式で発射されるグローブと蹴り技で闘う。第1話ではモブキャラとして登場。
ハンマーボット（ベンK）
軍団の一員で、ハンマーと鎌が武器。第1話ではモブキャラとして登場。
コンバックス（ロビンケン）
軍団の一員で、拳銃と大型ナイフが武器。第1話ではモブキャラとして登場。
ポラールボット（ジャース）
軍団の一員で、全身に仕込んだビーム砲と口からの火炎が武器。第1話ではモブキャラとして登場。
メタルボット（ガルドス）
軍団の一員で、強力なパンチと弱点でもある頭部からの電流が武器。一度ライアンに敗北した後、グリムロードに強化改造され、頭部を強化された上に右腕にミサイル砲を、胴体にビーム砲が装備された。
キャノンボット（ゴチャック）
軍団の一員で、高い格闘能力と頭部を分離して胴体から展開する大砲が武器。第1話ではモブキャラとして登場。
ブレード（ゲバローズ）
軍団の一員で、両腕をペンチやハンマーに変化させて戦う。第1話ではモブキャラとして登場。
スカルボット（ザーゲン）
軍団の一員で、左腕の鎌とナイフ、頭部からの電流が武器。第1話ではモブキャラとして登場。
スピットボット（バンコーラ）
軍団の一員で、伸縮自在の腕と透明化能力を使って戦う。
ウルフボット（ブライディ）
軍団の一員で、爪と牙、本体である背中のクモの吐き出す糸を使って戦う。
クラボー（ガマドーン）
軍団の一員で、触手で相手を絡め捕り、電流を流す攻撃を使う。ライアンに一度敗れた後、グリムロードによって強化改造され、腕をハサミに変化できる他、口と手から粘着液を出せるようになった。
バグボット（ダムネン）
軍団の一員で、格闘能力に優れる他、目からの怪光線と腹部からのガスが武器。
ヴェノボット（ザケムボー）
軍団の一員で、バグボットの相棒。光線と超音波、口から出す溶解液が武器。
アンフィビドー（ヘドグロス）
軍団の一員で、口から吐く泡を浴びた相手に幻覚を見せる能力を持つ他、体をゲル状に変化させることができる。
エア・ストライカー（バーベリィ）
ヘリコプター型のロボット。シーズン2にも引き続き登場。
- 玩具 - アクションフィギアが発売されたが、生産数は少ない、

ファイトロボット（ストローブ）
ジェット機型のロボット。エア・ストライカーと共に出撃することが多い。第1話ではライアンたちの乗った車を爆破した。シーズン2にも引き続き登場。
トルピードボット（アグミス）
魚雷型のロボット。銛を発射する銃が武器で、自らを魚雷として特攻できる。第1話ではモブキャラとして登場。
キャノンボット&タンクボット
タンカトロン（メガドロン）
キャノンノーズ（ブルチェック）
バリスティックス（ダーバーボ）
ブルー・ボアーに率いられる3種の量産型ロボット軍団。火力に優れ、戦闘中のモンスターの支援を担当する。
ミュータント・ジェブ（ドグギャラン）
ジェブがミュータントに改造された姿。また、噛み付き攻撃や高い運動能力を武器とする。
トランスミュータント（ヘドグロスジュニア）
J.Bがミュータントに改造された姿。鋭い爪とゲル状化能力を持つ。
スカグス（キンクロン）
軍団のロボット戦闘員。短刀と爆弾になる頭部が武器。人間に変身する能力を持ち、ジクター産業の社員の多くはスカグスが変身したものである。シーズン2にも引き続き登場。
ミュータント・スカグス（影）
バーチャル・ダンジョン内部およびその周辺にのみ配備されているスカグス。剣が武器。
ロボット＝フェイス・スカグス（強化型キンクロン）
強化型のスカグスで、ミュータントに匹敵する戦闘力を持つ。武器は2つの短刀。
ジクターの秘書
カール・ジクターの秘書。正体はスカグス。
ストリックランド
ジクター産業の社員である科学者。正体はスカグス。

#### シーズン2から登場
タイラーから得た技術を基に生み出された軍団。原作の流用映像が中心であったシーズン1と異なり、基地のセットやレギュラーキャラクターの衣装が制作され。新規に撮影されたものが中心となる。
デスペラー（神官ポー）
軍団の参謀で、杖を持っている。原作では男性が演じていたが、本作品では女性が演じている。
オラクロン（大帝王クビライ）
軍団の幹部。モンスターを生み出す力を持つ。切り離された胴体を呼び寄せライアンと対決したことがある。
ドーム・マスター（ヘスラー指揮官）
剣を武器とする指揮官。オラクロンによって生み出された。
アラクナボット（ヒムリー）
ドーム・マスターのライバル。2本の剣とオラクロンから貰った黄金の剣、兜からの光線が武器。ドーム・マスターを幹部の座から引きずり下ろし、自分が幹部になろうとした。
デスポンダ（女王パンドラ）
デスペラーの姉で、妹同様杖を持っている。2体のモンスターに分離する能力を持つ。
ナイトタイム（ヨウキ）
別の世界を支配するグリムロードの古くからの知り合い。言葉を話すことができないため、テレパシーを使って意思疎通を行う。夢を操る力を持つ。表向きにはグリムロードに協力しつつも、その裏では軍団の乗っ取りを目論む。
ヴィクセンズ（ギャル軍団）
オラクロンによって生み出された女戦士たち。拳法を得意としており、ロープとナイフが武器。
ウルトラ・スカグス（ミラクラー）
タイラーから奪った技術で強化されたスカグスが変身する強化形態。斧が武器。

## 武装など
バーチャライザー
VRトゥルーパーの変身アイテム。
VRサーベル（ツインブレード）
レーザーサーベル（レーザーブレード）
レーザーピストル（レーザースナイパー/レディスナイパー/ビデオビームガン）

## メカニック
ケイトリンの車（メタルチャージャー）
VRファイター・バイク（ホバリアン）
VRターボ・サイクル（サイドファントム）
ユリシーズ博士が開発した無公害エンジンを参考にしたエンジンが取り付けられている。
VR・ニトロ・サイクル（ブルホーク）
VRスカイベース（グランナスカ）
VR ガルガントゥス（グランナスカ・コンバットフォーメーション）
VRトルーパートロンとの別名を持つ。
VRコマンダット・モービル（ガイオス）
原作とは異なりライアンが操縦する。
VRブルー・ホーク（ジェットガイオス）
VRドリル・タンク（ドリルガイオス）
VRランド・アサルト・ビークル（シャイアン）
バーチャル・ダンジョン（ゴーストバンク）
グリムロードの本拠地。
バーチャル・ダーク・フォートレス（不思議宮殿）
バーチャル・ダンジョンを失ったグリムロードの新たな本拠地。タイラーから得た技術により作られた。
クァンタム・クルーザー（スカルジョーズ）
バーチャルファイター（ワーラー戦闘機）
グリムスター（フーマ戦闘機）

## キャスト

### レギュラー・準レギュラー
- ライアン・スティール - ブラッド・ホーキンス（日本語吹替 - 古澤徹）
- J. B・リース - マイケル・ベーコン（中村大樹）
- ケイリン・スター - サラ・ブラウン（冬馬由美）
- ジェブ - ゼブ[14]/声 - ケリガン・メイハン（茶風林）
- ホレイショ・ハート教授 - ジュリアン・コームズ（藤本譲）
- 子供の頃のライアン - ファラン・トンプソン
- タイラー・スティール - デヴィッド・カー
- カール・ジクター/グリムロード - ガードナー・ボールドウィン（大塚明夫）
- デスペラー - クリスティン・ノートン
- ドーム・マスター - TJ・ストーム
- ナイトタイム - ポール・ブルースター
- ブラック・ヴィクセン - コリーヌ・クーイヤ
- パープル・ヴィクセン - マライア・シャーリー
- ピンク・ヴィクセン - エイミ・タン
- ジクターの秘書 - カーラ・ペレス
- ストリックランド - グレン・マクドゥーガル
- ウッディ・ストッカー - マイケル・ソリッチ（辻親八）
- タオ・チョン - リチャード・ラバゴ（荒川太郎）
- パーシバル・ルーニー三世 - アーロン・プランナー
- アブナー・ルーニー - ランイディ・スウェドリック
- ルーニー夫人 - ソニア・エッカー
- ユリシーズ・T・ポインデクスター - ジェイムズ・ダグラス

### ゲスト出演者
- スカグス人間体 - ダグラス・スローン、スコット・ページ＝パグター、他
- ヤング・ダブリナーズ - 本人
  - ランディ・ウールフォード
  - ジョン・マトックス
  - ブレン・ホームズ
  - ジェフ・デリーサンティ
  - キース・ロバーツ
- エイミー/レッド・パイソンの声 - ウェンディー・リー
- サンタクロース - ロバート・D・ボン・フリース
- チャオ・チョン - ジェラルド・オカムラ
- ケイリンの分身 - ベリンダ・イングリッシュ
- アレックス - ブランディ・ロッチ
- アラクナボット - 崎津隆介（バンクフィルム）
- デスポンダ - 曽我町子（バンクフィルム）
- ウッドマン・モンスター（スーツアクター、声） - ジョー・ハケット

### 声の出演
- ナレーター - デイヴ・マロウ
- 子供の頃のライアン - ブライアン・シッダール
- ゴーストバイカー - ジュリアン・コームズ
- ジェネラル・アイヴァー - レイ・マイケルズ
- アイスボット大佐 - リチャード・ジョージ
- デシメイター - マイケル・ソリッチ
- ゼルトン - マイケル・ソリッチ
- トキソイド - デイヴ・マロウ
- ブルー・ボアー - レイ・マイケルズ
- ダーク・ハート - ライアン・オフラニガン→リチャード・ジョージ
- エア・ストライカー - デイヴ・マロウ
- ファイトロボット - トム・ワイナー
- タンカトロン - マイケル・ソリッチ
- レネゲート - スコット・ページ＝パグター
- コングボット - トム・ワイナー
- メッチャボーグ - トム・ワイナー
- エリミネイター - ガードナー・ボールドウィン
- レーザーボット - ガードナー・ボールドウィン
- スライス・ソードボット - マイケル・ソリッチ、ブラッド・オーチャード、リチャード・ジョージ
- ダイス・ソードボット - トニー・オリバー、レイ・マイケルズ、ブラッド・オーチャード、リチャード・ジョージ
- ハンマーボッド - トム・ワイナー
- ブレード - スコット・ページ＝パグター
- スパイダーボット - ブラッド・オーチャード
- スラッシュボット - リチャード・ジョージ
- ガンスリンガー - エディ・フライアーソン
- ドリルボット - スティーブ・クレイマー
- シシュ＝キーボット - レックス・ラング
- マジシャン - テレンス・ストーン、デイヴ・マロウ
- コブロット - ブライアン・シッダール
- メタルボット - トム・ワイナー、レイ・マイケルズ
- クラボー - トム・ワイナー
- フロッグボット - リチャード・ジョージ
- トルピードボット - レックス・ラング
- トルーパー・ターミネーター - トム・ファーン
- フィストボット - スコット・ページ＝パグター、デイヴ・マロウ
- スノーボット - スコット・ページ＝パグター
- キャノンボット - リチャード・ジョージ
- スピットボット - ボブ・パーペンブルック、マイケル・ソリッチ
- ドリーム・マスター - トム・ファーン
- スパイクボット - スティーヴ・アポストリナ
- バックボット - マイケル・ソリッチ
- クローム・ドーム - リチャード・ジョージ
- ミノタウルボット - レイ・マイケルズ、リチャード・ホーヴィッツ
- クラノイド - トム・ワイナー
- ヴェノボット - スコット・ページ＝パグター
- バグボット、フォーコイド - スコット・ページ＝パグター
- 偽ダーク・ハート - リチャード・ジョージ
- ホールボット - マイケル・ソリッチ
- フットボット - ボブ・パーペンブルック
- トランスグレッサー - スティーブ・クレイマー
- トランスミュータント - マイケル・ベーコン
- ウルフボット - ブライアン・シッダール→チャック・コヴァチッチ
- ロールボット - エディ・フライアーソン
- コンバックス - マット・K・ミラー
- メカノイド - カーク・ソーントン
- グレイボット - リチャード・ジョージ
- フィドルボット - マイケル・マコノヒー
- スカルボット - トム・ワイナー
- アンフィビドー - レイ・マイケルズ、テレンス・ストーン
- ナイトタイム - ウェンディー・リー
- デスポンダ - アンドレア・ハーモン
- イルディエィター - デイヴ・マロウ
- シルコイド - エズラ・ワイズ
- シザー・フィスト - スティーヴ・アポストリナ
- セルペントイド - ボブ・パーペンブルック
- フォトボット - テレンス・ストーン
- トランスグレッサー - スティーブ・クレイマー
- アラクナボット - スティーヴ・アポストリナ
- リズボット - ウェンディー・リー
- トランスフォーマトロン - ジョン・C・ハイク
- チャーマンドー - スティーヴ・キャサリング
- キューピートロン - ブライアン・シッダール
- バズーカボット - ブラッド・オーチャード
- デュプリトロニック - エズラ・ワイズ
- パペットイド - ランディ・スウェドリック
- ファンボット - ジェイムズ・ダグラス
- フォーコイド - スコット・ページ＝パグター

### スーツアクター
- VR・ライアン - ミッチ・グールド
- VR・J. B - ブレッド・ヒナイセ、
- J.B（変身前スタント）[15] - キス
- VR・ケイリン - テリー・L・シュナイダー、ベリンダ・イングリッシュ
- グリムロード - ジョー・ハケット
- スカグス - フランク・タホ・アデリア、ブラッド・ホーキンス、他

## スタッフ
- 製作総指揮 - ハイム・サバン、シュキ・レヴィ
- プロデューサー - ロバート・ヒューズ
- 共同プロデューサー - エレン・レヴィ・サーノフ
- スーパーバイジング・プロデューサー - トニー・オリバー、スコット・ページ＝パグター
- ストーリーエディター - ダグラス・スローン、マイケル・モンゴメリー、マイケル・ライアン
- 撮影 - ジェームズ・マイケルズ、マイケル・ギャラガー、マイケル・G・ウォジェコウスキー
- 音楽プロデューサー - ロン・ワッサーマン
- 音楽 - シュキ・レヴィ、クッサ・マーチ
- セカンドユニット監督 - フィル・オデール
- バトルグリッドシーン演出 - 坂本浩一
- スタント・コーディネーター - フィル・オデール、ミッチ・グールド（補佐）、フランク・タホ・アデリア（補佐）
- ADRディレクター - スコット・ページ＝パグター、ウェンディー・リー（シーズン2から）、マイケル・ソリッチ（シーズン2から）
- プロダクション・デザイナー - ユダ・アッコ
- キャスティング - ケイティ・ウォーリン
- 製作総責任者：ロニー・ヘイダー
- オリジナルキャラクター開発 - 東映
- 制作 - サイバープロダクションズ、東映
- 配給 - サバン・エンターテイメント、サバン・インターナショナル（米国外）、サバン・ブランド(DVD)
- 製作協力 - ヤマハ、IBM、ジャンスポーツ、オリンパス・カメラ、リーボック、スケッチャーズ、任天堂、他

## 放映リスト

### シーズン1
| 話数 | サブタイトル                        | 登場ロボット、ミュータント、その他 | 監督                            | 脚本                                      |
| ---- | ----------------------------------- | --- | ------------------------------- | ----------------------------------------- |
| 1    | The Battle Begins , Part I          | コングボット（ボスコング） デシメイター | シュキ・レヴィ                  | ダグラス・スローン                        |
| 2    | The Battle Begins , Part II         | ジェネラル・アイヴァー | シュキ・レヴィ ワース・キーター | ダグラス・スローン                        |
| 3    | Error in the System                 | メタボーグ（メカノーチラ） | ワース・キーター                | マーク・リットン                          |
| 4    | Lost Memories                       | レーザーボット（メカバンダー） エア・ストライカー スラッシュボット                                                                                        | ジョン・ブリゼック              | マーゴ・マケイホン                        |
| 5    | Battle for the Books                | エリミネイター（メカピューター） | ジョン・ブリゼック              | アダム・ギラッド                          |
| 6    | Oh Brother                          | スライス・ソードボット ダイス・ソードボット | ジョン・ブリゼック              | JK・リチャーズ                            |
| 7    | Grimlord's Challenge                | ハンマーボット ブレード スパイダーボット（メカショルダー）                                                                                                | ワース・キーター                | マーゴ・マケイホン                        |
| 8    | Computer Captive                    | デシメイター スラッシュボット | ワース・キーター                | ロバート・ヒューズ                        |
| 9    | Kaitlin's Little Helper             | ガンスリンガー（メカガンマン） | ジョン・ブリゼック              | ダグラス・スローン                        |
| 10   | The Virtual Spy                     | グレイボット（ビッグウェイン） | ジョン・ブリゼック              | マーク・リットン                          |
| 11   | The Virtual V-6                     | ドリルボット（ドリルバンダー） | ワース・キーター                | ダグラス・スローン                        |
| 12   | No One's Friend                     | ポラールボット クローム・ドーム ミノタウルボット | ワース・キーター                | マーク・リットン                          |
| 13   | Dogmatic Change                     | ミュータント・ジェブ | ジョン・ブリゼック              | サム・オークン                            |
| 14   | Searching for Tyler Steele          | シシュ＝キーボット（メカジョーカー） マジシャン バグボット アンフィビドー                                                                                 | デブラ・スペリング              | ダグラス・スローン                        |
| 15   | Save the Trees                      | チェーンボット（ヒドーマン） | ワース・キーター                | JK・リチャーズ                            |
| 16   | A Dirty Trick                       | マジシャン | ジョン・ブリゼック              | ロバート・ヒューズ                        |
| 17   | Kaitlin's Front Page                | コブロット（メドー） メタルボット エア・ストライカー | デブラ・スペリング              | ロバート・ヒューズ                        |
| 18   | The Dognapping                      | クラボー フロッグボット（ドーベラー） トルピードボット | デブラ・スペリング              | マーゴ・マケイホン                        |
| 19   | My Dog's Girlfriend                 | キャノンノーズ バリスティックス トルーパー・ターミネーター（デスターX1）                                                                                  | ワース・キーター                | マーゴ・マケイホン                        |
| 20   | Digging for Fire                    | フィストボット | ジョン・ブリゼック              | アダム・ギラッド                          |
| 21   | The Great Brain Robbery             | スノーボット（ブリザー） | ワース・キーター                | ダグラス・スローン                        |
| 22   | The Dojo Plot                       | キャノンボット | デブラ・スペリング              | スチュワート・セント・ジョン              |
| 23   | Grimlord's Greatest Hits            | ディスクボット（ディスク） | ジョン・ブリゼック              | ギル・ローゼンクランツ ダグラス・スローン |
| 24   | The Disappearance                   | スピットボット | ジョン・ブリゼック              | ロバート・ヒューズ                        |
| 25   | Nightmares                          | スパイクボット（メカロボター） ドリーム・マスター（バーロック）                                                                                           | ジョン・ブリゼック              | アル・ウィンチェル                        |
| 26   | Secret Admirer                      | ポーレンボット（ワタジャ） ウルフボット | ジョン・ブリゼック              | JK・リチャーズ                            |
| 27   | Grimlord's House of Fear            | バックボット（メカフリーザー） | ロバート・ヒューズ              | マーゴ・マケイホン                        |
| 28   | Three Strikes                       | メタルボット クローム・ドーム ミノタウルボット | ロバート・ヒューズ              | マーク・リットン                          |
| 29   | Danger in the Deep                  | ショルダーボット（メカマジン） | ロバート・ヒューズ              | アダム・ギラッド                          |
| 30   | Small But Mighty                    | クラノイド（ブレンダー） | ロバート・ヒューズ              | ロバート・ヒューズ                        |
| 31   | Defending Dark Heart, Part I        | ダーク・ハート ヴェノボット スピットボット | ジョン・ブリゼック              | ダグラス・スローン                        |
| 32   | Defending Dark Heart, Part II       | レネゲート ヴェノボット スピットボット | ジョン・ブリゼック              | ダグラス・スローン                        |
| 33   | Defending Dark Heart, Part III      | デシメイター ダーク・ハート 偽ダーク・ハート（偽トップガンダー） ラビットスポア（グジャ） エア・ストライカー タンカトロン キャノンノーズ バリスティックス | ジョン・ブリゼック              | ダグラス・スローン                        |
| 34   | Defending Dark Heart, Part IV       | デシメイター ダーク・ハート スライス・ソードボット キャノンノーズ バリスティックス                                                                        | ジョン・ブリゼック              | ダグラス・スローン                        |
| 35   | Ghost Biker                         | レネゲート クローム・ドーム ミノタウルボット | ワース・キーター                | マーク・リットン                          |
| 36   | Endangered Species                  | ホールボット | ワース・キーター                | シェリル・サバン                          |
| 37   | Field Goal                          | フットボット（オフサイド） | ワース・キーター                | JK・リチャーズ                            |
| 38   | The Littlest Trooper                | アイスボット大佐・バイオタイプ | ワース・キーター                | マーゴ・マケイホン                        |
| 39   | The Reality Virus                   | クラボー ミノタウルボット | ジョン・ブリゼック              | マーク・リットン                          |
| 40   | Friends in Need                     | ターミノイド（カーミラー） ホールボット | ジョン・ブリゼック              | JT・ポール                                |
| 41   | Good Trooper, Bad Trooper           | サムソン（サムソン） エレクトロボット（デンジラー） 偽ライアン                                                                                            | ジョン・ブリゼック              | ウィストン・リチャード                    |
| 42   | The Transmutant                     | トランスミュータント | ワース・キーター                | マーク・リットン                          |
| 43   | Who's King of the Mountain?         | ロールボット（ゴドラー） | ワース・キーター                | JK・リチャーズ                            |
| 44   | The Couch Potato Kid                | コンバックス バグボット ウルフボット クローム・ドーム スピットボット                                                                                      | ジョン・ブリゼック              | マーゴ・マケイホン                        |
| 45   | The Old Switcharoo                  | デシメイター メカノイド（パンチャー） | ジョン・ブリゼック              | アル・ウィンチェル                        |
| 46   | Race to the Rescue                  | ゼルトン | ワース・キーター                | ロバート・ヒューズ                        |
| 47   | Fiddler on the Loose                | フィドルボット（ラプソディ） | ロバート・ヒューズ              | ダグラス・スローン                        |
| 48   | Virtually Powerless                 | スライス・ソードボット ダイス・ソードボット | ロバート・ヒューズ              | スチュワート・セント・ジョン              |
| 49   | New Kids on the Planet              | ヴァンボット（クルマン） | ロバート・ヒューズ              | ロバート・ヒューズ                        |
| 50   | Message from Space                  | スカルボット ロボット＝フェイス・スカグス | ロバート・ヒューズ              | マーゴ・マケイホン                        |
| 51   | The Rise of the Red Python, Part I  | レッド・パイソン | ダグラス・スローン              | ダグラス・スローン                        |
| 52   | The Rise of the Red Python, Part II | レッド・パイソン | ダグラス・スローン              | ダグラス・スローン                        |

### シーズン2
| 話数 | サブタイトル                               | 登場ロボット、ミュータント、モンスター、その他                     | 監督                 | 脚本                         |
| ---- | ------------------------------------------ | ------------------------------------------------------------------ | -------------------- | ---------------------------- |
| 53   | Mutant Mutiny                              | アンフィビドー ブルー・ボアー                                      | ジョン・ブリゼック   | マイケル・ライアン           |
| 54   | Trooper Out of Time                        | シャークフィン（サータン）                                         | ジョン・ブリゼック   | マーク・リットン             |
| 55   | Secret Power                               | マジシャン                                                         | ジョン・ブリゼック   | マーゴ・マケイホン           |
| 56   | Quest for Power, Part I                    | ウルフボット                                                       | ワース・キーター     | ダグラス・スローン           |
| 57   | Quest for Power, Part II                   | ウルフボット スラッシュボット                                      | ワース・キーター     | ダグラス・スローン           |
| 58   | Quest for Power, Part III                  | グリムロード デシメイター                                          | ワース・キーター     | ダグラス・スローン           |
| 59   | Quest for Power, Part IV                   | 名称不明モンスター ウルフボット                                    | ワース・キーター     | ダグラス・スローン           |
| 60   | Quest for Power, Part V                    | イルディエィター（ブロッカー）                                     | ワース・キーター     | ダグラス・スローン           |
| 61   | Fashion Victims                            | シルコイド（ムジムジ）                                             | ヴィッキー・ブロノー | クリフォード・ハーバート     |
| 62   | Game Over                                  | ゲームイド（カゲカゲ） ジェネラル・アイヴァー                      | ヴィッキー・ブロノー | ダイアン・マザーズ           |
| 63   | Watered Down                               | オクトボット（ウミジャ）                                           | ヴィッキー・ブロノー | アル・ウィンチェル           |
| 64   | The Negative Factor                        | シザー・フィスト（イトイト）                                       | ヴィッキー・ブロノー | スチュワート・セント・ジョン |
| 65   | Kaitlin Through the Looking Glass, Part I  | スティングボット（アントム）                                       | ワース・キーター     | デヴィッド・アヴァロン       |
| 66   | Kaitlin Through the Looking Glass, Part II | セルペントイド（シシドン）                                         | ワース・キーター     | デヴィッド・アヴァロン       |
| 67   | Kaitlin Goes Hollywood                     | フォトボット（ムーブマン）                                         | ワース・キーター     | マーゴ・マケイホン           |
| 68   | Grimlord Takes Root                        | クロロフォイド（ツターラ） ヴェグボット（ツタツタ）                | ワース・キーター     | マイケル・ライアン           |
| 69   | The Disk                                   | トランスグレッサー（テロテロ）                                     | ヴィッキー・ブロノー | マーク・リットン             |
| 70   | Virtual Venom                              | アラクナボット                                                     | ヴィッキー・ブロノー | スチュワート・セント・ジョン |
| 71   | New World Order                            | サイクルトロン（バイカー）                                         | ヴィッキー・ブロノー | ピーター・ミッチ             |
| 72   | Grimlord's Children                        | オボタトロン（ユメパックン）                                       | ヴィッキー・ブロノー | マーゴ・マケイホン           |
| 73   | The Millennium Sabre                       | リザードボット（クマソン）                                         | アル・ウィンチェル   | ジャド・リン                 |
| 74   | Grimlord's Dark Secret, Part I             | ドーム・マスター                                                   | アル・ウィンチェル   | マイケル・ライアン           |
| 75   | Grimlord's Dark Secret, Part II            | バーサスボット（クビライの胴体）                                   | アル・ウィンチェル   | マイケル・ライアン           |
| 76   | On the Wrong Track                         | アスリートトロン（コトコト）                                       | アル・ウィンチェル   | ダニエル・ウェインストック   |
| 77   | Forward into the Past                      | リズボット（ヘビヘビ）                                             | ヴィッキー・ブロノー | スチュワート・セント・ジョン |
| 78   | Into Oraclon's Web                         | オラクロン トランスフォーマトロン                                  | ヴィッキー・ブロノー | クリフォード・ハーバート     |
| 79   | Santa's Secret Trooper                     | オラクロン                                                         | ヴィッキー・ブロノー | マーゴ・マケイホン           |
| 80   | The Charmeeka Invasion                     | チャーマンドー(ボケボケ) チャーメイカス                            | ヴィッキー・ブロノー | ジャド・リン                 |
| 81   | Dream Battle                               | ジャイアント・ドリーム・モンスター レーザーボット ショルダーボット | アル・ウィンチェル   | マーク・リットン             |
| 82   | A Hard Day's Mutant                        | ボンゴトロン（タムタム）                                           | アル・ウィンチェル   | デヴィッド・アヴァロン       |
| 83   | Magnetic Attraction                        | マグネボット（マグマグ）                                           | アル・ウィンチェル   | マイケル・ライアン           |
| 84   | Get Me to the Lab on Time                  | キューピートロン（ペアペア）                                       | アル・ウィンチェル   | ダニー・マーシャル           |
| 85   | Grimlord's Big Breakout                    | ジェイルボット（ゲトゲト） ナッティ・モンスター                    | ヴィッキー・ブロノー | エリック・モフォード         |
| 86   | Field and Scream                           | ラバージボット（フマフマ） バズーカボット（ワルサー）              | ヴィッキー・ブロノー | ワース・キーター             |
| 87   | The Duplitron Dilemma                      | デュプリトロニック（コンコン）                                     | ヴィッキー・ブロノー | ジャド・リン                 |
| 88   | Despera Strikes Back                       | デスポンダ                                                         | ヴィッキー・ブロノー | マイケル・ライアン           |
| 89   | The Ghost of Cross World Forrest           | フォグボット（ガスガス） フォガトロン（防護服ミラクラ―）           | アル・ウィンチェル   | マーゴ・マケイホン           |
| 90   | Grimlord's Dummy                           | ウッドマン・モンスター パペットイド（メリメリ）                    | アル・ウィンチェル   | マイケル・ライアン           |
| 91   | Time Out!                                  | コナトロン（ヨウキ戦闘機械人） ファンボット（バキューマー）        | アル・ウィンチェル   | デヴィッド・アヴァロン       |
| 92   | Galileo's New Memory                       | オラクロン フォーコイド（ムームー）                                | アル・ウィンチェル   | ジャド・リン                 |

## ゲーム
VR Troopers
1995年12月31日にセガから発売されたSyrox開発のSEGA GENESIS用ソフト。ゲームギア版も同時発売された。

## コミック版
マーベル・コミックスから1995年に発売。『マイティ・モーフィン・パワーレンジャー』のコミックシリーズ『ニンジャレンジャーズ』とのカップリング収録となっている。

## 小説版
プライス・スターン・スローン社からの発売。
- Virtual Reality Spy （1994年10月27日、ISBN 978-0843138443）[19]
- Captive in the Virtual World （1994年10月27日、ISBN 978-0843138436）[20]
- Friend Vs. Friend in the Virtual World（1996年10月27日、ISBN 978-0843138412）[21]
- Virtual Reality Magician（1994年10月27日、ISBN  978-0843138429）[22]

## 映像ソフト化
VHS
リリースはサバン・ホーム・エンターテイメント。
VR Troopers Lost Memories
1994年11月2日に発売
VR Troopers Oh Brother
1994年11月2日に発売。
VR Troopers Computer Captive
1994年11月2日に発売。
VR Troopers Error in the System
1995年4月16日に発売。
VR Troopers Virtual V-6
1995年4月16日に発売。
DVD
リリースはシャウト! ファクトリー。
VR Troopers Season One
第1巻（第1話から26話まで収録）は2012年10月2日に発売。第2巻（第27話から52話まで収録）は2013年1月8日に発売。
VR Troopers Season Two
第1巻（第53話から72話まで収録）は2013年5月14日に発売。第2巻（第73話から92話まで収録）は2013年9月10日に発売が予定されていたが、発売中止となっている。その後、2014年1月14日に発売された。

## パイロット版
パイロット版は2種類存在する。これらの制作前に『超人機メタルダー』の英語吹き替え版がサバン・エンターテイメントにより制作されている。

### サイバートロン（Cybertron）
1993年11月に制作された。初期タイトルはサイコン(Psycon)。
放送された作品との主な違いは、
- ハート教授が登場せず、タオ・チョンがパワーを与える。
- タオ・チョンの娘、ミアが登場。
- グリム・ロードの息子パージーが登場する。

#### キャスト
- アダム・スティール/サイバートロン：ジェイソン・デビッド・フランク
- タオ・チョン：リチャード・ラバコ
- ミア・チョン：ジョアンナ・トリアス
- タイラー・スティール：ダグラス・スローン
- サイラス・リクター/グリムロード：ガードナー・ボールドウィン
- パージー・リクター：トレイ・アレクサンダー
- エルモ：ジェイミー・ケネディ

#### スタッフ
- プロデューサー：ロニー・ヘイダー
- 脚本：クリス・スクーン、トニー・オリバー
- 制作：MMPRプロダクション、サバン・エンターテイメント

### VR Troopers
完成作品に近い内容。放送された作品との違いは、
- ハート教授が人間ではなくタイラーが作ったコンピュータプログラム。
- ケイリンのファミリーネームはホール。

本作品はマイティ・モーフィン・パワーレンジャーの米国版ビデオソフトにダイジェスト版が収録された。